# 小糸忠吾
小糸 忠吾（こいと ちゅうご、1911年3月11日 - 2001年3月6日）は、日本のジャーナリスト。上智大学文学部新聞学科長で、同大学大学院ジャーナリスト学科設立に大きく尽力した。専門は新聞学。

## 経歴
東京都出身。米国ワシントン州立大学卒業、ミネソタ大学院修了後、共同通信社ニューヨーク支局長などを経て国際局次長となる。1966年上智大学文学部教授、1971年同大大学院新聞学科教授、1973年新聞学科長を歴任。

## 主な著書
- 「新聞の歴史/権力とのたたかい」（新潮選書）